# William Kenney
Leonard William Kenney CP (* 7. Mai 1946 in Newcastle upon Tyne) ist ein englischer römisch-katholischer Ordensgeistlicher und emeritierter Weihbischof in Birmingham.

## Leben
Leonard William Kenney trat der Ordensgemeinschaft der Passionisten bei und empfing am 29. Juni 1969 die Priesterweihe.
Papst Johannes Paul II. ernannte ihn am 13. Mai 1987 zum Titularbischof von Midica und Weihbischof in Stockholm. Der Bischof von Stockholm, Hubert Brandenburg, spendete ihm am 24. August desselben Jahres die Bischofsweihe; Mitkonsekratoren waren die Paul Michael Verschuren SCI, Bischof von Helsinki, und Norbert Mary Leonard James Dorsey CP, Weihbischof in Miami. 
Zwischen 1991 und 1999 war er der Präsident der Caritas Europa.
Papst Benedikt XVI. ernannte ihn am 17. Oktober 2006 zum Weihbischof in Birmingham.
Am 7. Mai 2021 nahm Papst Franziskus das von William Kenney aus Altersgründen vorgebrachte Rücktrittsgesuch an.